# Astrid Nøklebye Heiberg
Astrid Nøklebye Heiberg, född 14  april 1936 i Oslo, död 2 april 2020, var en norsk psykiater och politiker (Høyre).
Heiberg var professor i psykiatri, ordförande i  Høyrekvinners Landsforbund och stortingsrepresentant 1985–1989, konsumtions- och  administrationsminister år 1986 och partiets förste vice ordförande 1990–1991. 
Heiberg var chef för Norges Røde Kors 1993–1999. På 2010-talet återvände hon till politiken, och var statssekreterare i Helse- og omsorgsdepartementet 2013–2016. Från januari 2018 var hon ersättare för Nikolai Astrup i Stortinget som den äldsta representanten någonsin.

## Biografi
Astrid Nøklebye Heiberg föddes i Oslo som dotter till tekniska direktören Andreas Nøklebye och Else Holt. Under andra världskriget, när hon var sex år gammal, tvingades familjen att fly till Sverige till fots.
Heiberg började skolan i Sverige och tog examen artium på latinlinjen på Oslo katedralskole år 1954. Hon tog medicinsk ämbetsexamen på Universitetet i Oslo år 1962 och året efter gifte hon sig med läkaren Arvid Heiberg. På 1960-talet tjänstgjorde hon vid sjukhuset i Halden och i Vågsøy läkardistrikt samt som assisterande läkare i Fredrikstad. 
Heiberg hade flera olika befattningar på Psykiatrisk institutt vid Oslo universitet  1969–1981 och disputerade, som Norges första kvinnliga psykiater, med avhandlingen Funksjonelle kjeveplager år 1981. Hon var professor ved universitetet 1985–2006.

## Politiskt arbete
Heiberg blev tidigt  feminist och stödde professor Leo Eitinger i hans kamp för humanism och antirasism. Hon arbetade för att avskaffa homofili som diagnos, vilket skedde år 1978, och lämnade  norska statskyrkan i protest mot ledande representanters åsikter om  homofili.
Hon blev partimedlem i Høyre när hon ombads bli statssekreterare i  Kåre Willochs regering hösten 1981. Efter fyra år på posten valdes hon in i Stortinget och blev ordförande i Høyrekvinners Landsforbund tills hon år 1989 avböjde omval. Hon lämnade Stortinget men var första vice  ordförande i Høyre 1990–1991 och satt i Oslos kommunstyrelse 1992–1995.
Hon var ordförande i Norges Røde Kors åren 1993-1999, senare hedersordförande, och ordförande i Internationella rödakors- och rödahalvmånefederationen 1997–2001, i båda fallen som första kvinna.
Hon hade flera olika styrelseuppdrag inom hälsovården och var ordförande för Norsk institutt for kulturminneforskning från år 2003 och ledde den norska kommissionen i Unesco från år 2004. 
Heiberg var ersättare i Stortinget i perioden 2013–2017 och statssekreterare för Bent Høie i Erna Solbergs regering från  16 oktober 2013 till 15 april 2016.